# Larutia miodactyla
Larutia miodactyla — вид сцинкоподібних ящірок родини сцинкових (Scincidae). Ендемік Малайзії.

## Поширення і екологія
Larutia miodactyla мешкають в горах Тітівангса на Малайському півострові. Вони живуть у вологих тропічних лісах, серед опалого листя і ґрунту, на висоті від 820 до 1500 м над рівнем моря. Ведуть риючий спосіб життя. Самиці відкладають яйця.

## Збереження
МСОП класифікує цей вид як вразливий. Larutia miodactyla є рідкісним видом плазунів, якому загрожує знищення природного середовища.